# Watford DC Line

La Watford DC Line è una linea ferroviaria per pendolari che collega London Euston a Watford Junction. La linea è operata dalla London Overground e si snoda parallelamente alla West Coast Main Line (WCML) per la maggior parte della sua lunghezza. La linea Bakerloo della metropolitana di Londra opera sullo stesso tracciato dalla stazione di Queen's Park a Harrow & Wealdstone.

## Storia

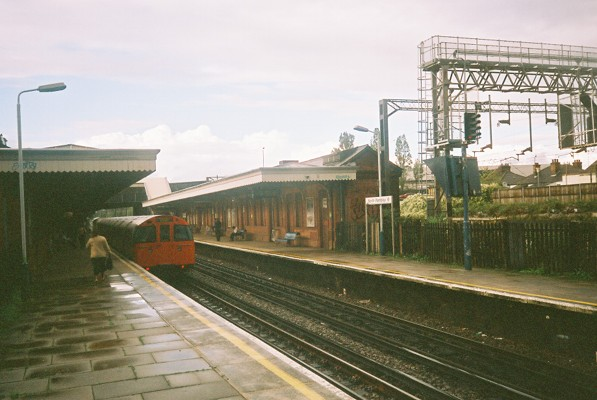
Stazione di North Wembley.

I servizi su questa linea ebbero inizio quando la London and North Western Railway (LNWR) aprì la tratta da Camden a Watford Junction New Line per dare maggior capacità di trasporto suburbana con corse da senza soste intermedie da Euston. Essa incorporò parte della diramazione di Rickmansworth della LNWR (in precedenza Watford and Rickmansworth Railway) fra Watford Junction e Watford High Street Junction e parte dell'originaria Slow Main Line fra Queen's Park e South Hampstead; due tunnel affiancati portavano la linea da South Hampstead a Camden dove si innestava nella linea principale raggiungendo Euston. Nei primi anni, prima che il servizio venisse elettrificato, la linea era operata con trazione a vapore. 

### Servizio passeggeri
I servizi passeggeri operanti sono:
- Da Watford Junction a Euston.[1]
- Da Harrow & Wealdstone (o Stonebridge Park) a Bakerloo Line via Queen's Park.

A Watford Junction, i servizi per Euston vengono annunciati come terminanti a South Hampstead allo scopo di convincere i passeggeri ad usare il più frequente servizio London Midland. 
In passato vi erano le linee:
- Watford Junction (o Bushey & Oxhey o Harrow & Wealdstone) per Broad Street (poi Liverpool Street) via Hampstead Heath o Primrose Hill
- Croxley Green per Euston o Broad Street
- Croxley Green per Watford Junction
- Watford Junction (o Bushey & Oxhey) per Bakerloo Line via Queens Park

## Oggi
Nel novembre 2007 Transport for London acquisì la completa gestione di tutte le stazioni intermedie della linea Watford DC, ad eccezione di quella di Willesden Junction, divenute parte del London Overground. Le stazioni vennero dotate di personale durante le ore di esercizio, macchine emettitrici di biglietti e tutti i servizi presenti sulla metropolitana di Londra.

## Galleria d'immagini

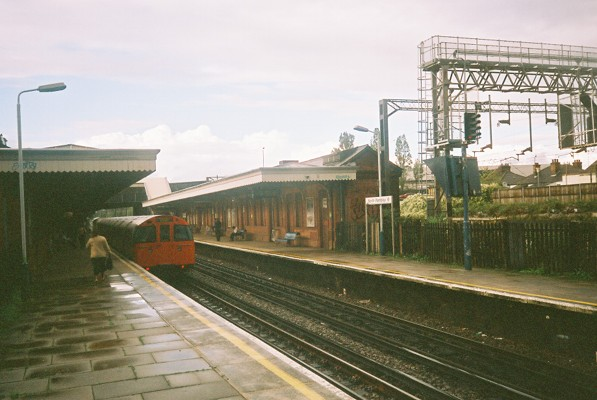
North Wembley
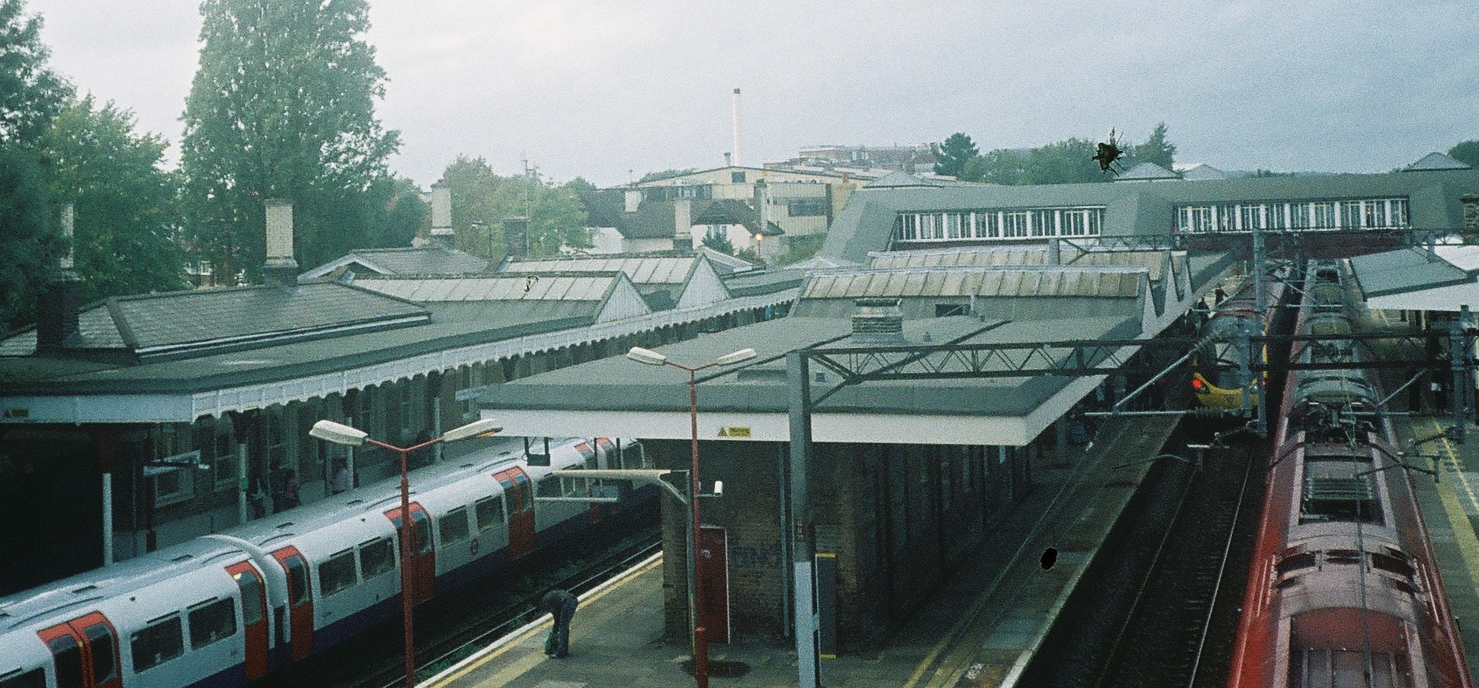
Harrow & Wealdstone
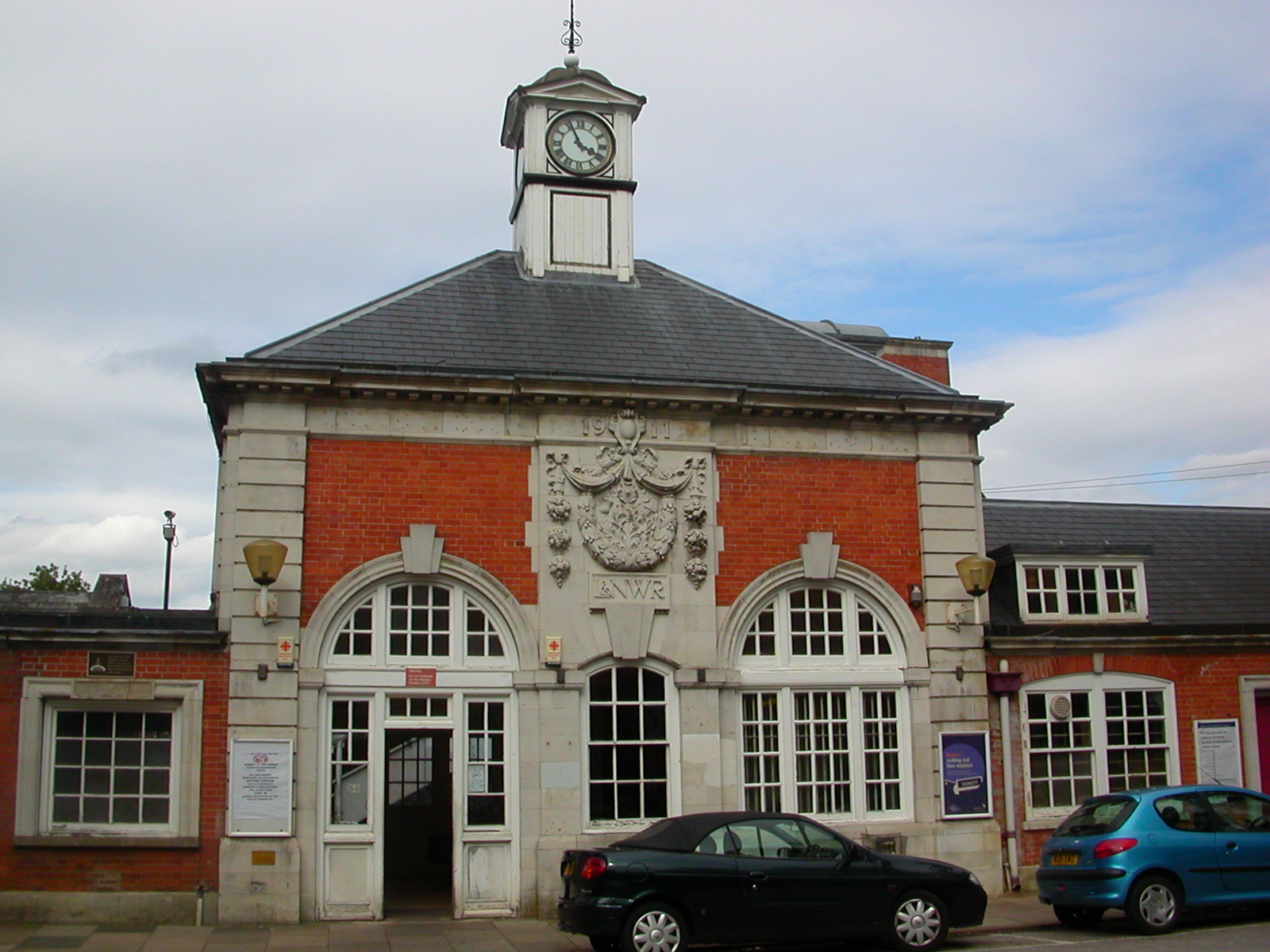
Hatch End
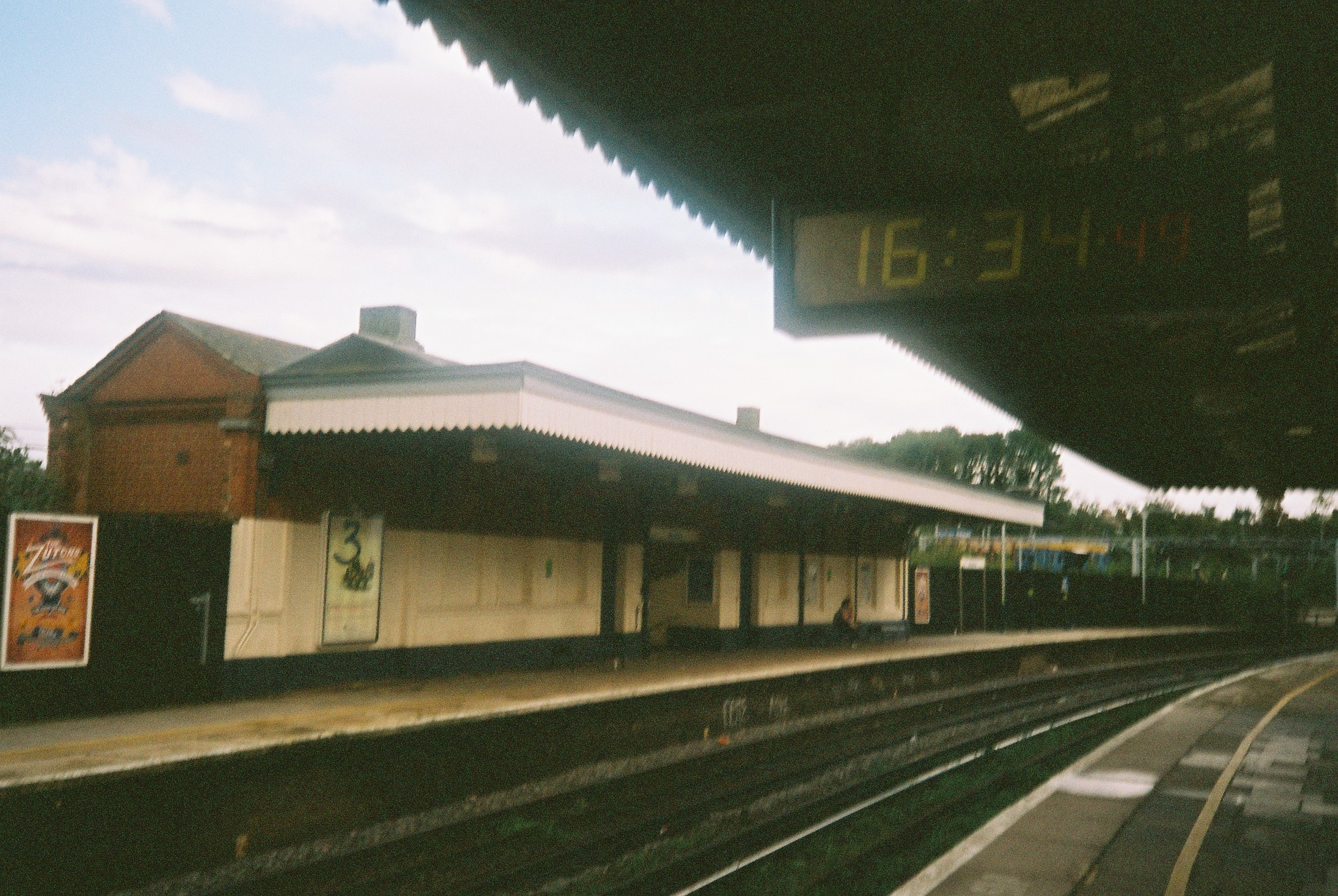
Bushey